# Жуйцзінь
Жуйцзінь (кит. спр. 瑞金市, піньїнь: Ruìjīn Shì) — місто-повіт на південному сході Цзянсі, складова міста Ганьчжоу.

## Географія
Жуйцзінь лежить на річці Мяньцзян (басейн річки Гань) на північ від гір Наньлін.

### Клімат
Місто знаходиться у зоні, котра характеризується вологим субтропічним кліматом. Найтепліший місяць — липень із середньою температурою 28.8 °C. Найхолодніший місяць — січень, із середньою температурою 8.3 °С.
| Клімат Жуйцзіня         | Клімат Жуйцзіня | Клімат Жуйцзіня | Клімат Жуйцзіня | Клімат Жуйцзіня | Клімат Жуйцзіня | Клімат Жуйцзіня | Клімат Жуйцзіня | Клімат Жуйцзіня | Клімат Жуйцзіня | Клімат Жуйцзіня | Клімат Жуйцзіня | Клімат Жуйцзіня | Клімат Жуйцзіня |
| Показник                | Січ.            | Лют.            | Бер.            | Квіт.           | Трав.           | Черв.           | Лип.            | Серп.           | Вер.            | Жовт.           | Лист.           | Груд.           | Рік             |
| Середній максимум, °C   | 13,4            | 15,1            | 18,6            | 24,5            | 28,4            | 31,1            | 34,2            | 33,5            | 30,4            | 26,5            | 21,2            | 16              | 24,4            |
| Середня температура, °C | 8,3             | 10,5            | 14              | 19,8            | 23,6            | 26,4            | 28,8            | 28,1            | 25,3            | 20,7            | 15,2            | 9,7             | 19,2            |
| Середній мінімум, °C    | 5               | 7,3             | 10,8            | 16,3            | 20              | 23              | 24,5            | 24,3            | 21,5            | 16,5            | 10,9            | 5,5             | 15,5            |
| Норма опадів, мм        | 68.6            | 121.1           | 211.1           | 216.3           | 263.5           | 262.8           | 121.5           | 146.5           | 98.2            | 50.4            | 48.4            | 43.8            | 1652.2          |
| Вологість повітря, %    | 80              | 82              | 83              | 81              | 81              | 81              | 74              | 77              | 79              | 77              | 77              | 77              | 79              |
| ----------------------- | --------------- | --------------- | --------------- | --------------- | --------------- | --------------- | --------------- | --------------- | --------------- | --------------- | --------------- | --------------- | --------------- |
| Джерело: data.cma.cn    |                 |                 |                 |                 |                 |                 |                 |                 |                 |                 |                 |                 |                 |